# Graptemys nigrinoda
Graptemys nigrinoda är en sköldpaddsart som beskrevs av  Fred Ray Cagle 1954. Graptemys nigrinoda ingår i släktet Graptemys och familjen kärrsköldpaddor. IUCN kategoriserar arten globalt som livskraftig.
Hos honor blir skölden upp till 22 cm lång. Hannar är med en upp till 12 cm lång sköld betydlig mindre.
Arten förekommer vid olika floder i sydöstra USA i delstaterna Alabama och östra Mississippi. Den föredrar ställen med grenar eller trädstammar som ligger i vattnet. Ungdjur vistas oftast i mindre pölar intill floderna.
Individerna äter svampdjur och mossdjur som de hittar i sötvatten samt av blötdjur och insekter. Tre till fyra gångar per år lägger honan ägg (i genomsnitt 5,5 per tillfälle). För äggen grävs en grop som sedan täcks med sand. Nyckläckta ungar är cirka 36 mm långa. När hannarnas sköld är cirka 7 cm lång efter 3 till 4 år blir de könsmogna. Könsmognaden för honor infaller efter 8 till 9 år när skölden är cirka 17 cm lång.

## Underarter
Arten delas in i följande underarter:
- G. n. nigrinoda
- G. n. delticola